# Bogdan Kościałkowski
Bogdan Kościałkowski, Bohdan (ur. 11 marca 1899, zm. ?) – polski prawnik, dyplomata i urzędnik konsularny.
W polskiej służbie zagranicznej od 1932, pełniąc w niej funkcje: praktykanta w poselstwie w Rydze (1932-1935), prow. ref./radcy/kier. ref. w dyrekcjach - konsularnej i politycznej MSZ (1935-1939), delegowanego w 9 września 1939 z Krzemieńca do Wilna. Aresztowany przez NKWD i wywieziony do obozu pracy przymusowej w Krasławowie (Kraj Krasnojarski) (1939-1941). Powrócił do służby zagranicznej - był delegatem Ambasady RP w Czimkencie (1942), gdzie został aresztowany przez NKWD (1942). Po uwolnieniu i opuszczeniu ZSRR był I sekretarzem poselstwa RP w Teheranie, radcą poselstwa/chargé d'affaires w Bagdadzie (1942-1945) i radcą poselstwa w Bejrucie (1945-1948).